# Sebő Ferenc
Sebő Ferenc (Szekszárd, 1947. február 10. –) a Nemzet Művésze címmel kitüntetett, Kossuth-díjas énekes, gitáros, tekerőlantos, dalszerző, népzenekutató és építészmérnök, a hazai hangszeres népzenei és táncházmozgalom egyik elindítója, a Sebő Együttes vezetője, Sebő Ödön fia.

## Életútja
Klasszikus zenei tanulmányait a székesfehérvári zeneiskolában kezdte. 1970-ben végzett a Budapesti Műszaki Egyetem Építészmérnöki Karán. 1970 és 1972 között a Pest Megyei Tanács Tervező Vállalatánál, 1971 és 1973 között az OSZK Könyvtártudományi és Módszertani Központjánál dolgozott tervező építészként. 1989-ben a Liszt Ferenc Zeneművészeti Főiskola egyetemi ágazatának zenetudományi szakán is diplomát szerzett.

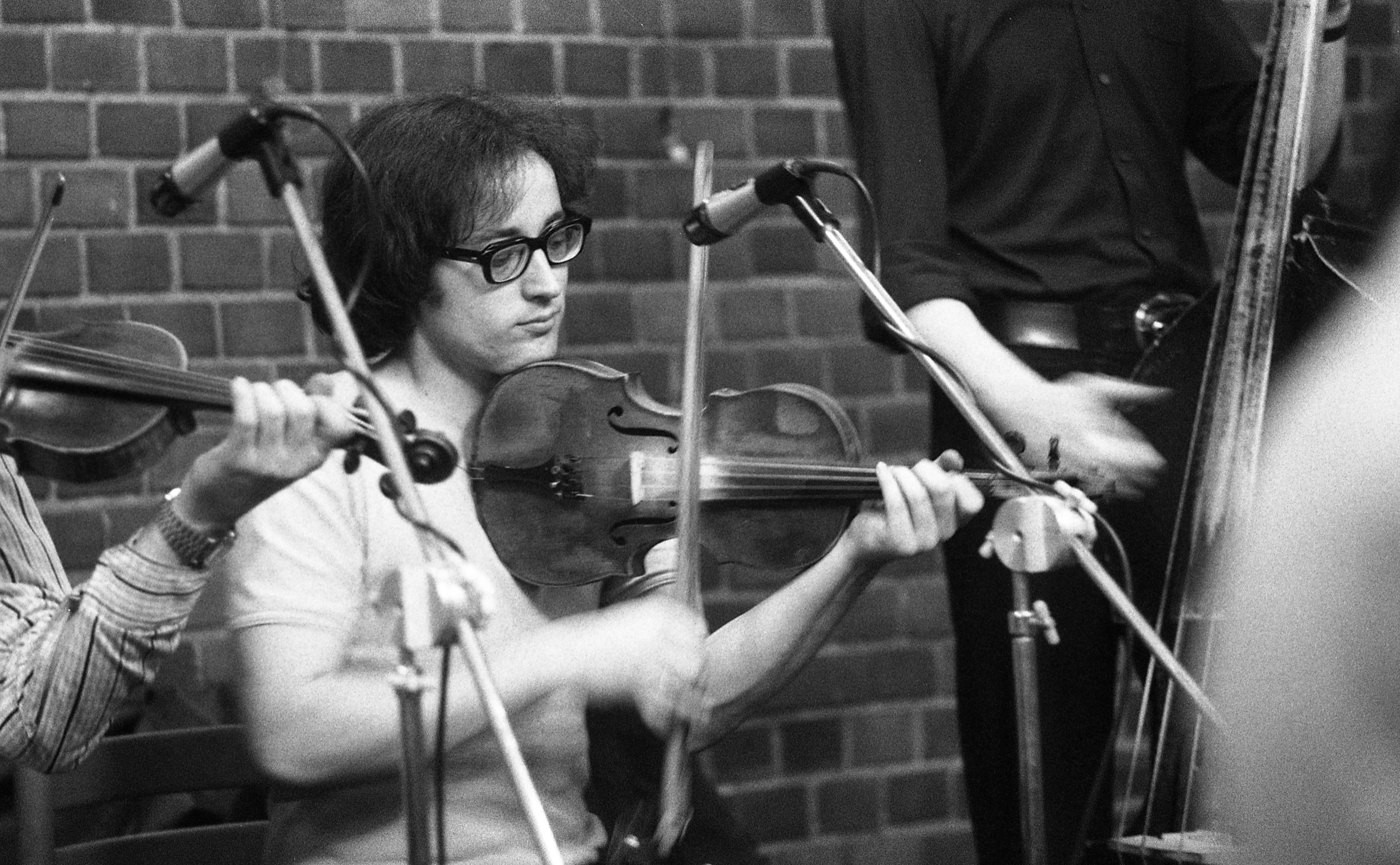
Kassák Klub, a Sebő-együttes táncháza, Sebő Ferenc (1976)

Énekesként és zeneszerzőként 1969-ben mutatkozott be az Egyetemi Színpadon. 1971-től 1973-ig a 25. Színház zeneszerzője és előadója volt.
Szerepelt Jancsó Miklós Még kér a nép és Zolnay Pál Fotográfia című filmjeiben. Rádió- és televíziószereplések mellett 1973 és 1980 között a Vegyipari Dolgozók Szakszervezete Bartók Béla amatőr táncegyüttes zenei vezetője is volt. Bekapcsolódott a népzenekutatásba is, a Népművelési Intézet kutatási osztályának előadója lett.
Ebben az időszakban vett részt a Kassák Klubban is. Megszerettette a fiatalokkal az erdélyi magyar táncokat, énekeket. Timár Sándorral együtt a magyar táncház mozgalom meghatározó alakja.
A Magyar Televízió Zenei Osztályán népzenei szerkesztőként, a Liszt Ferenc Zeneművészeti Főiskola zenetudományi szakán népzeneoktatóként dolgozott. A Magyar Tudományos Akadémia Zenetudományi Intézetének munkatársaként a mai napig tudományos kutatói munkát végez.
1996 és 2001 között a Magyar Állami Népi Együttes művészeti vezetője volt, jelenleg az általa alapított Hagyományok Házának szakmai igazgatója.

## Diszkográfia

### Sebő Ferenc és a Sebő-együttes lemezei

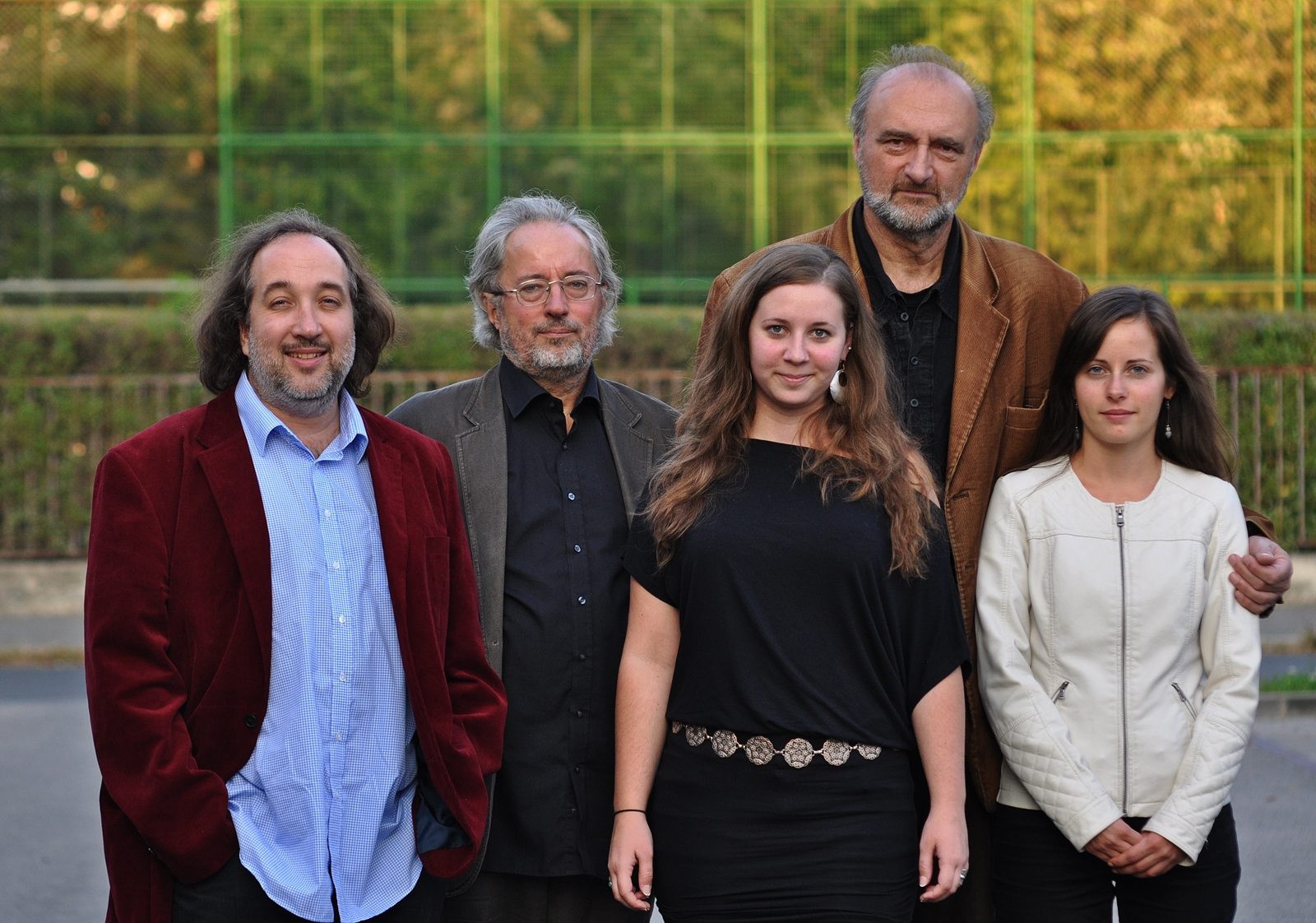
2013-as felállás: Perger László, Sebő Ferenc, Barvich Iván – Tímár Sára, Soós Réka

- 1972 : Sebő Ferenc & Halmos Béla – József Attila
- 1975 : Sebő Együttes
- 1980 : Énekelt versek (feat. Sebestyén Márta)
- 1984 : Sólyomének
- 1995 : Sebő Ferenc & Jordán Tamás – József Attila
- 1996 : Galagonya
- 1997 : Sebő Ferenc & Sandor Weores – Rongyszőnyeg
- 1998 : Szerenád
- 2001 : Rejtelmek
- 2004 : Nagy László
- 2005 : József Attila
- 2008 : Lázár Ervin
- 2009 : Pannon Freskó
- 2010 : Játék Karácsonykor

### Táncház
- 1977 : Táncház 1.
- 1978 : Táncház 2.
- 1978 : Táncház 3.
- 1978 : Sebő Ensemble – Táncházi Muzsika (feat. Sebestyén Márta)

### Szerkesztései
- 1985 : Lajtha László – Széki gyűjtés
- 1986 : Lőrincréve népzenéje (Folk music from Lőrincréve)
- 1984 : A bogyiszlói zenekar (The bogyiszlói folk orchestra)
- 1984 : Magyarországi román népzene (Rumanian folk musik)
- 1987 : Moldvai csángók – Magyarországon
- 1988 : Bukovinai székelyek – Magyarországon

## Díjai
- Magyar Rádió és Televízió nívódíjak
- SZOT-díj (1976)
- Állami Díj (1985), a táncházmozgalom elindításáért, a népzene- és néptánckutatásban elért eredményeiért, a népi hagyományok ápolásáért Tímár Sándorral és Halmos Bélával megosztva
- Magyar Művészetért díj (1995)
- Budapest Klub Planetáris Gondolkodásért díj (1996), Tímár Sándorral és Halmos Bélával megosztva
- Budapestért díj (2000), Halmos Bélával megosztva
- Prima díj (2003)
- Pro Cultura Urbis-díj (2006)
- A Magyar Köztársasági Érdemrend középkeresztje /polgári tagozat/ (2006)
- Párhuzamos Kultúráért díj (2009)[2]
- Kossuth-díj (2012)
- A Nemzet Művésze (2014)
- Magyar Örökség díj (2023)